# Freda Du Faur
Emmeline Freda Du Faur (Sydney, 16 september 1882 - Sydney, 11 september 1935) was een Australische alpiniste. Ze was de eerste vrouw die de hoogste berg van Nieuw-Zeeland, Mount Cook, beklom. Op 3 december 1910 bereikte ze de top.

## Biografie

### Achtergrond
Du Faur werd op 16 september 1882 geboren in Croydon, een buitenwijk van Sydney. Ze was de dochter van ambtenaar Frederick Eccleston Du Faur (1832-1915) en zijn tweede vrouw, Blanche Mary Elizabeth Woolley (1845-1906). Haar grootvader was professor John Woolley, de eerste directeur van de Universiteit van Sydney.
Waarschijnlijk kreeg ze een passie voor bergbeklimmen toen ze met haar familie in de buurt van het Nationaal park Ku-ring-gai Chase woonde. Als jonge vrouw verkende zij het gebied en leerde ze zichzelf rotsklimmen. Ze begon aan een opleiding als verpleegster, maar brak deze vroegtijdig af. Vanwege het vermogen van haar ouders en een erfenis van een tante, had ze een eigen inkomen dat haar de vrijheid gaf om te reizen en klimmen.

### Klimervaringen
Du Faur bracht haar zomers door in Nieuw-Zeeland. Eind 1906 zag ze foto's van Mount Cook op een tentoonstelling in Christchurch, waarna ze afreisde naar het Hermitage Hotel in Nationaal park Mount Cook.
In 1908 maakte ze tijdens een tweede trip naar Mount Cook kennis met de Nieuw-Zeelandse berggids Peter Graham. Hij leerde haar ijsklimmen en hoe ze een klimtouw moest gebruiken. Een jaar later keerde ze terug om steeds moeilijkere beklimmingen op Mount Cook te maken. Het was de bedoeling dat ze alleen met Graham zou klimmen, maar vanwege toenmalige sociale normen werden ze vergezeld door een chaperonne. Ook droeg Du Faur tijdens haar klim een pofbroek met beenwindsels, met daarover een rok tot over haar knieën. Desondanks kon ze rekenen op veel kritiek op haar beklimmingen en kledingkeuzes, van zowel mannen als vrouwen. Toen ze eenmaal een beroemdheid in de bergsportwereld was, besloot ze om niet langer met een chaperonne te klimmen. Wel droeg ze nog altijd dezelfde combinatie van kledingstukken.
In 1910 volgde Du Faur een opleiding van drie maanden aan het Dupain Institute of Physical Education, een onderwijsinstelling in Sydney die was opgericht door fysioloog George Dupain. Haar docente was Muriel Cadogan (1885-1929), die later haar levenspartner werd.
Op 3 december 1910 bereikte Du Faur als eerste vrouw de top van Mount Cook, op 3760 meter het hoogste punt van Nieuw-Zeeland. Met haar gidsen Peter en zijn broer Alex Graham klom ze naar de top in een recordtijd van zes uur. Tijdens de afdaling werd Du Faur gefotografeerd bij een rotsblok, dat nu Freda's Rock wordt genoemd.
In hetzelfde klimseizoen bereikte Du Faur verschillende andere bergtoppen in het gebied. Ze was de eerste persoon die Mount Chudleigh beklom, met een top op een hoogte van 2944 meter. In het klimseizoen erna was ze de eerste persoon die de naar haar vernoemde Mount Du Faur (2389 meter), Mount Nazomi (2953 meter) en Mount Dampier (3420 meter) beklom. Ze was tevens de tweede persoon die Mount Tasman (3497 meter) en Mount Lendenfeld (3192 meter) beklom.
In haar laatste klimseizoen beklom ze als eerste Mount Pibrac (2567 meter) en Mount Cadogan (2398 meter), die ze beide een naam gaf. Misschien wel haar meest bijzondere klim was een traverse langs alle drie de pieken van Mount Cook. Deze route wordt tot op de dag van vandaag beschouwd als een klassieker in de Nieuw-Zeelandse Alpen.
Op 10 februari 1913 maakte ze met haar gidsen de eerste traverse van Mount Sefton (3149 meter), waarna Du Faur stopte met klimmen.

### Latere leven
In 1914 verhuisde Du Faur met haar partner Muriel Cadogan naar de kustplaats Bournemouth in Engeland. Hun plannen om te klimmen in de Alpen, Canada en de Himalaya, konden niet doorgaan vanwege het uitbreken van de Eerste Wereldoorlog. Een jaar later publiceerde Du Faur in Londen haar boek The Conquest of Mount Cook.
In juni 1929 pleegde Cadogan zelfmoord nadat haar familie haar onder dwang van Du Faur had gescheiden. Du Faur keerde terug naar Sydney waar ze woonde in de wijk Dee Why. Aanvankelijk woonde ze bij haar broer en zijn familie, later had ze haar eigen woning. Ze  bracht vooral veel tijd door met hiken in de bossen van noordelijke wijken Dee Why en de Collaroy. Door het verlies van Cadogan leed ze aan depressies en op 11 september 1935 maakte Du Faur een einde aan haar leven, door zich te vergiftigen met koolstofmonoxide. Haar laatste rustplaats is op de begraafplaats van Manly.

## Erkenning
Op 3 december 2006 was er een ceremonie bij het graf van Du Faur, waarbij er een grafsteen van Nieuw-Zeelands grauwacke en een plaquette ter nagedachtenis aan haar klimprestaties op werden geplaatst. Tot dan toe was haar graf ongemarkeerd gebleven.
In 2017 schreef de Nieuw-Zeelandse toneelschrijfster Jan Bolwell een theaterstuk over Du Faur. Het stuk - genaamd Taking the High Ground - ging in première in het BATS Theatre in Wellington. Ook de Nieuw-Zeelandse klimster Lydia Bradey komt erin voor. Zij was in 1988 de eerste vrouw die Mount Everest beklom zonder het gebruik van zuurstofflessen.